# Phalacrichus simplex
Phalacrichus simplex är en skalbaggsart som beskrevs av Wooldridge 1982. Phalacrichus simplex ingår i släktet Phalacrichus och familjen lerstrandbaggar. Inga underarter finns listade i Catalogue of Life.